# Roberto Monserrat
Roberto Monserrat (Córdoba, 13 de setembro de 1968) é um ex-futebolista argentino que atuava como meia.

## Carreira
Roberto Monserrat integrou a Seleção Argentina de Futebol na Copa América de 1997.